# پرچم قزاقستان
پرچم قزاقستان برای اولین بار در ۲۴ ژانویه ۱۹۹۶ به رسمیت شناخته شد. به‌عنوان پرچم ملی و نشان غیرنظامی شناخته می‌شود و همچنین دارای تناسب ۱:۲ می‌باشد.

## تاریخچه و نمادشناسی
پرچم قزاقستان در 4 ژوئن 1992 به تصویب رسید و جایگزین پرچم جمهوری سوسیالیستی قزاقستان شوروی شد.
رنگ‌های طلایی و آبی از پرچم شوروی سابق برجای مانده اند که طلایی از چکش و داس و پس‌زمینه از نوار فیروزه‌ای پایین پرچم بودند. این نمادها نشان دهنده هنر و سنت های فرهنگی خانات قدیم و مردم قزاق است. پس زمینه آبی آسمانی نمادی از صلح، آزادی، وحدت فرهنگی و قومی قزاقستان از جمله مردمان مختلف ترک که جمعیت امروزی این کشور را تشکیل می دهند، مانند قزاق ها، تاتارها، اویغورها و ازبک هاست.
خورشید منبع حیات و انرژی و نمادی از ثروت و فراوانی می باشد. پرتوهای خورشید نشان دهنده مزارع غلات هستند که اساس فراوانی و شکوفایی است.
مردم قبایل مختلف قزاق برای قرن ها عقاب طلایی را بر روی پرچم های خود داشتند. عقاب نماد قدرت دولت است. برای ملت مدرن قزاقستان، عقاب نماد استقلال، آزادی و پرواز به سوی آینده است.

## پرچم‌های دیگر